# François Devienne

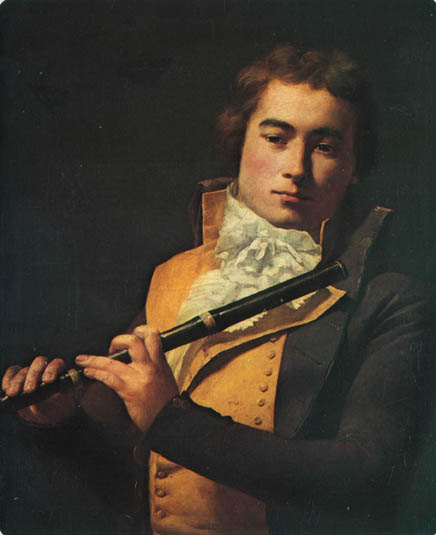
François Devienne in un dipinto di Jacques Louis David

François Devienne (Joinville, 31 gennaio 1759 – Charenton-Saint-Maurice, 5 settembre 1803) è stato un compositore, flautista e fagottista francese, insegnante di flauto al Conservatoire de Paris.

## Biografia
François Devienne nacque a Joinville (Haute-Marne), il più giovane di quattordici figli di un sellaio. Dopo aver ricevuto la sua prima formazione musicale come fanciullo cantore nella sua città natale, iniziò a suonare in vari ensemble parigini come solista e professore d'orchestra. Studiò il flauto con Félix Rault e nel 1780 entrò a far parte della casa del cardinale de Rohan. Fu attivo a Parigi come flautista, compositore e fagottista e suonò il fagotto all'Opera di Parigi. Ha scritto opere di successo nel 1790, tra cui Les Visitandine (1792), che lo portarono alla ribalta.
Fu inoltre membro della Banda militare della Guardia francese, dove gli fu assegnato il grado di sergente con il compito di insegnare ai figli dei suoi colleghi della banda militare nella Libera Scuola di Musica. Dopo il periodo rivoluzionario, quando la Libera Scuola divenne Istituto Nazionale di Musica, poi divenuta Conservatoire de Paris nel 1795, François Devienne venne nominato amministratore e professore di flauto. Ha scritto un metodo per l'insegnamento del flauto: Méthode de flûte théorique et pratique (1793), uno dei trattati più importanti e influenti nella musica per fiati francese alla fine del XVIII secolo, ristampato più volte. Come molti altri musicisti, si unì alla massoneria e all'orchestra dei Concerti De la Loge Olympique.
Morì in un sanatorio a Charenton, vicino a Parigi, il 5 settembre 1803.
Le sue composizioni sono costituite da circa 300 pezzi strumentali per strumenti a fiato. Fra questi 12 concerti per flauto, sinfonie per fiati, quartetti e trii per ensemble diversi, 12 opere, 4 concerti e 6 sonate per fagotto in uno stile elegante e melodico.
Le composizioni per flauto di Devienne, riportate in vita da Jean-Pierre Rampal negli anni sessanta, sono ora ben note ai flautisti, ma non ancora abbastanza al grande pubblico. Oltre a un ampio lavoro di istruzione, compreso il famoso Méthode del 1794, con i suoi articoli di grande interesse per la tecnica e lo stile del tempo, la sua opera comprende anche una collezione di otto libri di sonate per flauto o fagotto, una varietà di musica da camera e non meno di diciassette concerti. Lo stile brillante e melodico di questi ultimi li rende perfetti esempi del genere concertante classico, paragonabili soltanto ai lavori del compositore viennese Franz Anton Hoffmeister (1754 - 1812), che compose circa 25 concerti per flauto.
I concerti di Devienne, invece, sono abbastanza notevoli, spesso più vicini allo spirito di Mozart, che mentre era a Parigi aveva frequentato i Concert Spirituel. Fu lì che Devienne, frequentemente e con grande successo, suonò le sue composizioni, che furono riflessi brillanti del tono elegante di Parigi in quel periodo.